# Las Cruces (Panama, Los Santos)
Pour les articles homonymes, voir Las Cruces.
Las Cruces est un corregimiento panaméen situé dans la province de Los Santos.

## Histoire
Son nom vient du mot latin Crux, un nom donné en raison de la grande intersection de rues dans le canton.

## Géographie
Las Cruces est située aux coordonnées 7° 50′ 00″ N, 80° 26′ 00″ O. Selon les données de l'Instituto Nacional de Estadística y Censos (INEC), le corregimiento possède une superficie de 44,5 km2.
Las Cruces de Los Santos est composé de trois régiments : La Limona, Guarareito et Galera.

## Démographie
Selon le recensement de 2010, le corregimiento compte une population de 1 201 habitants. La densité de population est de 27 habitants par km². 